# Дем'янецька сільська рада
| Дем'янецька сільська рада — колишній орган місцевого самоврядування у Переяслав-Хмельницькому районі Київської області з адміністративним центром у с. Дем'янці. Водоймища на території, підпорядкованій даній раді: річка Альта. Сільській раді були підпорядковані населені пункти: - с. Дем'янці - с. Харківці |

## Склад ради
Рада складалася з 16 депутатів та голови.

### Керівний склад ради
| ПІБ                           | Основні відомості                                                                  | Дата обрання | Дата звільнення |
| ----------------------------- | ---------------------------------------------------------------------------------- | ------------ | --------------- |
| Григоренко Василь Миколайович | Сільський голова, 1952 року народження, освіта, член Соціалістичної партії України | 26.03.2006   | 31.10.2010      |
| Мамітько Микола Васильович    | Сільський голова, 1959 року народження, освіта середня спеціальна, безпартійний    | 31.10.2010   |                 |

Примітка: таблиця складена за даними джерела